# Marcin Tybura
Marcin Tybura (Uniejów, Polonia, 9 de noviembre de 1985) es un artista marcial mixto polaco que actualmente compite en la división de peso pesado de Ultimate Fighting Championship (UFC). Desde el 24 de febrero de 2024, está en la posición #10 del ranking de peso pesado de UFC.

## Primeros años
Comenzó a entrenar en 2006 después de que un amigo le presentara el deporte. En pocas semanas, empezó a sentir el deseo de competir. Sin embargo, no debutaría como profesional hasta varios años después.
Obtuvo una maestría en Educación Física en la Universidad de Łódź.

## Carrera de artes marciales mixtas

### Inicios
Hizo su debut profesional el 5 de noviembre de 2011, contra Robert Marcok, a quien venció por un sumisión. Ganó sus siguientes cinco combates en el circuito polaco de MMA, destacando la derrota del futuro peso pesado de la UFC Adam Wieczorek por decisión unánime. Su último combate a nivel regional fue un TKO en el tercer asalto contra Krystian Kopytowski en Gladiator Arena 4.

### M-1 Global
En 2013 firmó con la promoción M-1 Global con sede en Rusia. Para su debut en la promoción se esperaba que se enfrentara a Denis Komkin como un combate alternativo del Grand Prix de Peso Pesado. Ganó el combate por TKO, después de que Komkin se retirara del combate al final del primer asalto.
Se enfrentó a Chaban Ka en M-1 Challenge 41, en una semifinal del Grand Prix de Peso Pesado. Ganó el combate por un TKO en el primer asalto.
En sus dos siguientes combates venció a Konstantin Gluhov en M-1 Challenge 42 por sumisión y a Maro Perak en el M-1 Challenge 47 por TKO en el tercer asalto..
En M-1 Challenge 50 se enfrentó a Damian Grabowski en la final del Grand Prix de Peso Pesado de M-1. Ganó el combate por sumisión en el primer asalto, para convertirse en el Campeón de Peso Pesado de M-1. Tuvo su primera defensa del título contra Denis Smoldarev en M-1 Challenge 53. Defendió con éxito el título con una sumisión en el primer asalto.
Después de defender con éxito su título, tenía previsto luchar contra el titular del peso semipesado de M-1, Stephan Puetz, en una superpelea. El súper combate se disputó en el peso pesado, sin que ninguno de los dos cinturones estuviera en juego. Llegó al combate con 10 kilos de ventaja en el peso. A pesar de ganar los dos primeros asaltos en las tarjetas de puntuación de los jueces, sufrió un corte en el tercer asalto, lo que obligó al médico del ring a detener el combate. Sufrió la primera derrota de su carrera profesional, ya que Puetz obtuvo la victoria por TKO.
En su último combate con M-1, debía defender su título por segunda vez contra Ante Delija. El combate terminó a los dos minutos del primer asalto, ya que Delija sufrió una rotura de pierna, debido a una patada comprobada.

### Ultimate Fighting Championship

#### 2016
Tybura firmó con UFC en enero de 2016.
Tybura debutó en la UFC contra Timothy Johnson el 10 de abril de 2016, en UFC Fight Night 86. Perdió la pelea por decisión unánime.
Tybura enfrentó a Viktor Pešta el 6 de agosto de 2016, en UFC Fight Night 92. Ganó la pelea por KO. Esta victoria lo hizo merecedor de su primer premio de Actuación de la Noche.

#### 2017
Tybura enfrentó a Luis Henrique el 4 de marzo de 2017, en UFC 209. Ganó la pelea por TKO en el tercer asalto.
Tybura enfrentó a Andrei Arlovski el 17 de junio de 2017, en UFC Fight Night 111. Ganó la pelea por decisión unánime.
Se esperaba que Tybura enfrentara a Mark Hunt el 19 de noviembre de 2017, en UFC Fight Night 121. El 11 de octubre de 2017, Hunt fue retirado de la pelea por los oficiales de la UFC citando "preocupaciones médicas" en la reciente declaración de la entrevista en primera persona de Hunt, y Hunt fue reemplazado por Fabrício Werdum. Perdió la pelea por decisión unánime.

#### 2018
Tybura enfrentó a Derrick Lewis el 18 de febrero de 2018, en UFC Fight Night 126. Perdió la pelea por TKO en el tercer asalto.
Tybura enfrentó a Stefan Struve el 22 de julio de 2018, en UFC Fight Night 134. Ganó la pelea por decisión unánime.

#### 2019
Tybura enfrentó a Shamil Abdurakhimov el 20 de abril de 2019, en UFC Fight Night 149. Perdió la pelea por TKO en el segundo asalto.
Tybura enfrentó a Augusto Sakai el 14 de septiembre de 2019, en UFC Fight Night 158. Perdió la pelea por KO en el primer asalto.

#### 2020
Tybura enfrentó a Sergey Spivak el 29 de febrero de 2020, en UFC Fight Night 169. Ganó la pelea por decisión unánime.
Se esperaba que Tybura enfrentara a Alexander Romanov el 11 de julio de 2020, en UFC 251. Sin embargo, Romanov fue retirado del evento debido a que contrajo el virus del COVID-19 y fue reemplazado por Maxim Grishin. Ganó la pelea por decisión unánime.
Tybura enfrentó a Ben Rothwell el 11 de octubre de 2020, en UFC Fight Night 179. Ganó la pelea por decisión unánime.
Tybura enfrentó a Greg Hardy el 19 de diciembre de 2020, en UFC Fight Night 183. Ganó la pelea por TKO en el segundo asalto. Esta victoria lo hizo merecedor de su segundo premio de Actuación de la Noche.

#### 2021
Se esperaba que Tybura enfrentara a Blagoy Ivanov el 27 de marzo de 2021, en UFC 260. Sin embargo, Ivanov fue retirado de la pelea debido a una lesión.
Tybura enfrentó a Walt Harris el 5 de junio de 2021, en UFC Fight Night 189. Tras sobrevivir a una primera embestida de Harris, Tybura derribó a éste y lo liquidó a base de golpes. Esta victoria lo hizo merecedor de su tercer premio de Actuación de la Noche.
Tybura enfrentó a Aleksandr Vólkov el 30 de octubre de 2021, en UFC 267. Perdió la pelea por decisión unánime.

#### 2022
Se esperaba que Tybura enfrentara a Jairzinho Rozenstruik el 26 de febrero de 2022, en UFC Fight Night 202. Sin embargo, a mediados de enero se anunció que la pelea se trasladaba al 9 de abril de 2022, en UFC 273. Sin embargo, la pelea fue retirada de la cartelera después de que se retirara debido a una enfermedad no revelada.
Tybura enfrentó a Alexander Romanov el 20 de agosto de 2022, en UFC 278. Ganó la pelea por decisión mayoritaria. 17 de 18 medios especializados puntuaron la pelea como un empate.

#### 2023
Tybura enfrentó a Blagoy Ivanov el 4 de febrero de 2023, en UFC Fight Night 218. Ganó la pelea por decisión unánime.
Tybura enfrentó a Tom Aspinall el 22 de julio de 2023, en UFC Fight Night 224. Perdió la pelea por TKO en el primer asalto.

#### 2024
Tybura estaba programado para enfrentar a Tai Tuivasa el 17 de febrero de 2024, en UFC 298, pero la pelea fue reprogramada para encabezar UFC Fight Night 239, el 16 de marzo de 2024. Tybura ganó la pelea por sumisión en el primer asalto. Esta victoria lo hizo merecedor de su cuarto premio de Actuación de la Noche.

## Campeonatos y logros

### Artes marciales mixtas
- Ultimate Fighting Championship
  - Actuación de la Noche (Cuatro veces) vs. Viktor Pešta, Greg Hardy y Walt Harris y Tai Tuivasa[23][47][52][68]
- M-1 Global
  - Campeonato del Gran Prix de M-1 2013 (peso pesado)
  - Campeonato Mundial de Peso Pesado de M-1

## Récord en artes marciales mixtas
| Registro profesional | Registro profesional | Registro profesional |
| 34 peleas            | 25 victorias         | 9 derrotas           |
| -------------------- | -------------------- | -------------------- |
| Nocaut               | 9                    | 5                    |
| Sumisión             | 7                    | 1                    |
| Decisión             | 9                    | 3                    |

| Resultado | Récord | Oponente              | Método                               | Evento                                                 | Fecha                    | Ronda | Tiempo | Localización                  | Notas                                                  |
| --------- | ------ | --------------------- | ------------------------------------ | ------------------------------------------------------ | ------------------------ | ----- | ------ | ----------------------------- | ------------------------------------------------------ |
| Derrota   | 25–9   | Sergey Spivak         | Sumisión (armbar)                    | UFC on ESPN: Tybura vs. Spivak 2                       | 10 de agosto de 2024     | 1     | 1:44   | Las Vegas, Nevada             |                                                        |
| Victoria  | 25–8   | Tai Tuivasa           | Sumisión técnica (rear-naked choke)  | UFC Fight Night: Tuivasa vs. Tybura                    | 16 de marzo de 2024      | 1     | 4:08   | Las Vegas, Nevada             | Actuación de la Noche.                                 |
| Derrota   | 24-8   | Tom Aspinall          | TKO (codazos y golpes)               | UFC Fight Night: Aspinall vs. Tybura                   | 22 de julio de 2023      | 1     | 1:13   | Londres                       |                                                        |
| Victoria  | 24-7   | Blagoy Ivanov         | Decisión (unánime)                   | UFC Fight Night: Lewis vs. Spivak                      | 4 de febrero de 2023     | 3     | 5:00   | Las Vegas, Nevada             |                                                        |
| Victoria  | 23-7   | Alexander Romanov     | Decisión (mayoritaria)               | UFC 278                                                | 20 de agosto de 2022     | 3     | 5:00   | Salt Lake City, Utah          |                                                        |
| Derrota   | 22-7   | Aleksandr Vólkov      | Decisión (unánime)                   | UFC 267                                                | 30 de octubre de 2021    | 3     | 5:00   | Abu Dhabi                     |                                                        |
| Victoria  | 22-6   | Walt Harris           | TKO (golpes)                         | UFC Fight Night: Rozenstruik vs. Sakai                 | 5 de junio de 2021       | 1     | 4:06   | Las Vegas, Nevada             | Actuación de la Noche.                                 |
| Victoria  | 21-6   | Greg Hardy            | TKO (golpes)                         | UFC Fight Night: Thompson vs. Neal                     | 19 de diciembre de 2020  | 2     | 4:31   | Las Vegas, Nevada             | Actuación de la Noche.                                 |
| Victoria  | 20-6   | Ben Rothwell          | Decisión (unánime)                   | UFC Fight Night: Moraes vs. Sandhagen                  | 11 de octubre de 2020    | 3     | 5:00   | Abu Dhabi                     |                                                        |
| Victoria  | 19-6   | Maxim Grishin         | Decisión (unánime)                   | UFC 251                                                | 12 de julio de 2020      | 3     | 5:00   | Abu Dhabi                     |                                                        |
| Victoria  | 18-6   | Sergey Spivak         | Decisión (unánime)                   | UFC Fight Night: Benavidez vs. Figueiredo              | 29 de febrero de 2020    | 3     | 5:00   | Norfolk, Virginia             |                                                        |
| Derrota   | 17-6   | Augusto Sakai         | KO (golpes)                          | UFC Fight Night: Cowboy vs. Gaethje                    | 14 de septiembre de 2019 | 1     | 0:59   | Vancouver, Columbia Británica |                                                        |
| Derrota   | 17-5   | Shamil Abdurakhimov   | TKO (golpes)                         | UFC Fight Night: Overeem vs. Oleinik                   | 20 de abril de 2019      | 2     | 3:15   | San Petersburgo               |                                                        |
| Victoria  | 17-4   | Stefan Struve         | Decisión (unánime)                   | UFC Fight Night: Shogun vs. Smith                      | 22 de julio de 2018      | 3     | 5:00   | Hamburgo                      |                                                        |
| Derrota   | 16-4   | Derrick Lewis         | TKO (golpes)                         | UFC Fight Night: Cowboy vs. Medeiros                   | 18 de febrero de 2018    | 3     | 2:48   | Austin, Texas                 |                                                        |
| Derrota   | 16-3   | Fabrício Werdum       | Decisión (unánime)                   | UFC Fight Night: Werdum vs. Tybura                     | 19 de noviembre de 2017  | 5     | 5:00   | Sídney                        |                                                        |
| Victoria  | 16-2   | Andrei Arlovski       | Decisión (unánime)                   | UFC Fight Night: Holm vs. Correia                      | 17 de junio de 2017      | 3     | 5:00   | Kallang                       |                                                        |
| Victoria  | 15-2   | Luis Henrique         | TKO (golpes)                         | UFC 209                                                | 4 de marzo de 2017       | 3     | 3:46   | Las Vegas, Nevada             |                                                        |
| Victoria  | 14-2   | Viktor Pešta          | KO (patada a la cabeza)              | UFC Fight Night: Rodríguez vs. Caceres                 | 6 de agosto de 2016      | 2     | 0:53   | Salt Lake City, Utah          | Actuación de la Noche.                                 |
| Derrota   | 13-2   | Timothy Johnson       | Decisión (unánime)                   | UFC Fight Night: Rothwell vs. dos Santos               | 10 de abril de 2016      | 3     | 5:00   | Zagreb                        |                                                        |
| Victoria  | 13-1   | Ante Delija           | TKO (lesión de pierna)               | M-1 Challenge 61: Battle of Narts                      | 20 de septiembre de 2015 | 1     | 2:21   | Nazrán                        | Defendió el Campeonato de Peso Pesado de M-1.          |
| Derrota   | 12-1   | Stephan Puetz         | TKO (parada médica)                  | M-1 Challenge 57: Battle in the Heart of the Continent | 2 de mayo de 2015        | 3     | 3:48   | Oremburgo                     | Pelea no titular.                                      |
| Victoria  | 12-0   | Denis Smoldarev       | Sumisión (rear-naked choke)          | M-1 Challenge 53: Battle in the Celestial Empire       | 25 de noviembre de 2014  | 1     | 3:35   | Pekín                         | Defendió el Campeonato de Peso Pesado de M-1.          |
| Victoria  | 11-0   | Damian Grabowski      | Sumisión técnica (north-south choke) | M-1 Challenge 50: Battle of Neva                       | 15 de agosto de 2014     | 1     | 1:28   | San Petersburgo               | Ganó el Campeonato de Peso Pesado de M-1.              |
| Victoria  | 10-0   | Maro Perak            | TKO (golpes)                         | M-1 Global: M-1 Challenge 47                           | 4 de abril de 2014       | 3     | 3:26   | Oremburgo                     |                                                        |
| Victoria  | 9-0    | Konstantin Gluhov     | Sumisión (rear-naked choke)          | M-1 Global: M-1 Challenge 42                           | 20 de octubre de 2013    | 1     | 4:30   | San Petersburgo               |                                                        |
| Victoria  | 8-0    | Chaban Ka             | TKO (golpes)                         | M-1 Global: M-1 Challenge 41                           | 21 de agosto de 2013     | 1     | 2:05   | San Petersburgo               | Semifinal del Grand Prix de Peso Pesado de M-1.        |
| Victoria  | 7-0    | Denis Komkin          | KO (retiro)                          | M-1 Challenge 37: Khamanaev vs. Puhakka                | 27 de febrero de 2013    | 1     | 5:00   | Oremburgo                     | Pelea de reserva del Grand Prix de Peso Pesado de M-1. |
| Victoria  | 6-0    | Krystian Kopytowski   | TKO (retiro)                         | Gladiator Arena 4                                      | 8 de diciembre de 2012   | 3     | 1:53   | Pyrzyce                       |                                                        |
| Victoria  | 5-0    | Szymon Bajor          | Decisión (dividida)                  | Prime FC 1: Bajor vs. Tybura                           | 1 de junio de 2012       | 3     | 5:00   | Mielec                        |                                                        |
| Victoria  | 4-0    | Andrzej Kosecki       | Sumisión (rear-naked choke)          | OEF: Carphatian Primus Belt Asalto 2                   | 24 de febrero de 2012    | 1     | 3:17   | Rzeszów                       |                                                        |
| Victoria  | 3-0    | Stanisław Ślusakowicz | Sumisión (arm-triangle choke)        | OEF: Carphatian Primus Belt Asalto 1                   | 13 de noviembre de 2011  | 1     | 3:20   | Rzeszów                       |                                                        |
| Victoria  | 2-0    | Adam Wieczorek        | Decisión (unánime)                   | Polish MMA Championships Finals                        | 5 de noviembre de 2011   | 2     | 5:00   | Chorzów                       |                                                        |
| Victoria  | 1-0    | Robert Marcok         | Sumisión (rear-naked choke)          | Polish MMA Championships Finals                        | 5 de noviembre de 2011   | 1     | 3:48   | Chorzów                       |                                                        |